# Otomis
Os Otomis são um povo indígena da zona central do México, com comunidades ao longo de uma faixa que vai do estado de Michoacán a oeste até ao estado de Veracruz a leste. Na época pré-hispânica o centro populacional mais importante desta cultura era Xilotepec no estado de México. Actualmente a maioria dos otomís vive na zona de Toluca.
Falam o otomi, de que existem quatro dialectos diferentes.